# 富士テクニカルリサーチ
株式会社富士テクニカルリサーチ（ふじテクニカルリサーチ）は、神奈川県横浜市に本社を置くプラント・エネルギー産業、及び、製造業（輸送機器・家電・医療等）の製品又は設備の業務プロジェクトを受託するエンジニアリング会社。
また、生産技術向けソフトウエア、ラピッド試作品、検査機器/センサ等のシステム・ツールの開発・販売も行っている。
資本的には、どのグループにも属さず、独立系の企業である。略称はFTR。

## 沿革
- 1991年4月 - 株式会社富士テクニカルリサーチを設立。本社営業所を神奈川県横浜市保土ケ谷区に開設。
- 1991年6月 - 汎用CAEソフトウェアMSC Marcを導入。
- 1992年7月 - 汎用有限要素法CAEソフトウェアMSC Nastranを導入。
- 1992年7月 - 汎用CAEソフトウェアMSC Abaqusを導入。
- 1997年3月 - 衝撃CAEソフトウェアLS-DYNAを導入。
- 1999年12月 - 構造最適化ソフトウエア「CLAY OPERA」の前身、「3D Final Design」が日本機械学会解析コンテストで”アイデア賞”を受賞[要出典]。
- 2002年7月 - 関連会社Digital Science Technology Co.Ltdをバンコク (タイ王国) に設立。
- 2004年12月 - 豊田テクニカルセンターを愛知県豊田市に開設。
- 2005年3月 - 本社を横浜市西区みなとみらいに移転。旧本社は横浜研究所として稼働。
- 2007年9月 - 粒子法流体解析ソフトウェア「MPS-RYUJIN」販売開始。
- 2010年6月 - 3次元レーザー計測データCAD化ソフトウェア「Galaxy-Eye」販売開始。
- 2011年3月 - 宇都宮テクニカルセンターを栃木県宇都宮市に開設。
- 2011年6月 - 3次元検査測定システム「OLIVIA-XYZ」販売開始。
- 2012年10月 - 光ファイバセンシングシステム「FBI-Gauge」販売開始。
- 2013年3月 - (上海) 電子系統科技有限公司 (FTR SHANGHAI) を上海市静安区に設立。
- 2014年2月 - 名古屋テクニカルセンターを愛知県名古屋市に開設。
- 2015年7月 - 神戸テクニカルセンターを兵庫県神戸市に開設。
- 2016年10月 - 馬車道テクニカルセンターを神奈川県横浜市に開設。
- 2019年10月 -Future Innovation Centerを神奈川県横浜市に開設
- 2020年10月 -北九州テクニカルセンターを福岡県北九州市に開設。
- 2021年9月 -プラント・工場の保全管理向けソフトウェア「Galaxy-Eye Connect」販売開始。

## 製品・サービス
| ■E&S事業(エンジニアリング＆ソリューション) - CAE解析サービス - 計測サービス - 3Dレーザー計測サービス - リバースエンジニアリングサービス - ファイバセンシングサービス | ■P&M事業(プロダクト＆マシナリー) - ソフトウェア開発・販売 - 粒子法流体解析ソフトウェア「MPS-RYUJIN」 - 3D計測データ処理ソフトウェア「Galaxy-Eye Modeler」 - デジタルデータ相互連携システム「Galaxy-Eye Connect」 - リバースエンジニアリング支援ソフトウェア「MIRAGE SHAPE」 - ハードウェア開発・販売 - 光ファイバセンシングシステム「FBI-Gauge」 - ハンドヘルド型3Dスキャナ「F6-SMART」「HandySCAN3D」 - ポータブルすき間・段差測定器「GapGun」 - 面ひずみスキャナ「Barock Vision」 - ハイパースペクトルカメラ「OCI-Analyzer」 - 地上型3Dレーザースキャナ「Focus Laser Scanner」 - AI開発 |

## 事業所
| 事業所名                 | 住所                                                            |
| ------------------------ | --------------------------------------------------------------- |
| 本社                     | 神奈川県横浜市西区みなとみらい 2-3-5 クイーンズタワーC15階      |
| 豊田テクニカルセンター   | 愛知県豊田市御幸本町2-204-5                                     |
| 宇都宮テクニカルセンター | 栃木県宇都宮市東宿郷3-1-1 中央宇都宮ビル201                     |
| 名古屋テクニカルセンター | 愛知県名古屋市中区栄5-28-19 アルティメイトタワー栄Ⅴ 11階        |
| 神戸テクニカルセンター   | 兵庫県神戸市中央区播磨町49番地 神戸旧居留地平和ビル 9階 906号室 |
| 北九州テクニカルセンター | 福岡県北九州市小倉北区米町1-1-1 小倉駅前ひびきビル8階           |
| 馬車道テクニカルセンター | 神奈川県横浜市中区太田町5-60-1 ダ・ヴィンチ馬車道ビル           |
| 横浜研究所               | 神奈川県横浜市保土ケ谷区天王町 1-19-17                          |
| Future Innovation Center | 神奈川県横浜市金沢区福浦 1-4-20                                 |